# Брехт, Бертольт
Бе́ртольт Брехт (нем. Bertolt Brecht; полное имя — О́йген Бе́ртхольд Фри́дрих Брехт, Eugen Berthold Friedrich Brechtо файле; 10 февраля 1898, Аугсбург — 14 августа 1956, Берлин) — немецкий драматург, поэт и прозаик, театральный деятель, теоретик искусства, основатель театра «Берлинер ансамбль».
Творчество Брехта — поэта и драматурга — всегда вызывало споры, как и его теория «эпического театра», и его политические взгляды. Тем не менее, уже в 50-х годах пьесы Брехта прочно вошли в европейский театральный репертуар; его идеи в той или иной форме были восприняты многими драматургами-современниками, в том числе Фридрихом Дюрренматтом, Артюром Адамовым, Максом Фришем, Хайнером Мюллером.
Теория «эпического театра», в послевоенные годы претворённая в практику Брехтом-режиссёром, открыла принципиально новые возможности сценического искусства и оказала значительное влияние на развитие театра XX века.

## Биография

### Аугсбургские годы
Ойген Бертхольд Фридрих Брехт, позже изменивший своё имя на Бертольт, родился в баварском Аугсбурге в доме, известном ныне как «Дом Брехта». Отец, Бертхольд Фридрих Брехт (1869—1939), родом из Ахерна, переселился в Аугсбург в 1893 году и, поступив в качестве торгового агента на бумажную фабрику Хайндля, сделал карьеру: в 1901 году он стал прокуристом (доверенным лицом), в 1917-м — коммерческим директором фирмы. В 1897 году он женился на Софии Брецинг (1871—1920), дочери начальника станции в Бад-Вальдзее, и Ойген (как звали Брехта в семье) стал их первенцем.
В 1904—1908 годах Брехт учился в народной школе францисканского монашеского ордена, затем поступил в Баварскую королевскую реальную гимназию, учебное заведение гуманитарного профиля. «За время моего девятилетнего пребывания… в аугсбургской реальной гимназии, — писал Брехт в своей краткой автобиографии в 1922 году, — мне не удалось сколько-нибудь существенно способствовать умственному развитию моих учителей. Они же неустанно укрепляли во мне волю к свободе и независимости». Не менее сложно складывались отношения Брехта и с консервативной семьёй, от которой он отдалился вскоре после окончании гимназии.

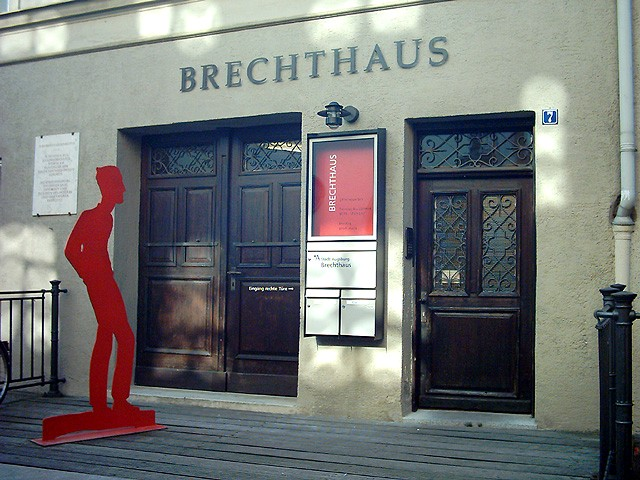
«Дом Брехта» в Аугсбурге; в настоящее время — музей

В августе 1914 года, когда Германия вступила в войну, шовинистическая пропаганда захватила и Брехта; он внёс в эту пропаганду свою лепту — опубликовал в «Аугсбургских последних известиях» «Заметки о нашем времени», в которых доказывал неизбежность войны. Но цифры потерь очень скоро его отрезвили: в конце того же года Брехт написал антивоенное стихотворение «Современная легенда» (Moderne Legende) — о солдатах, чью гибель оплакивают только матери. В 1916 году в сочинении на заданную тему: «Сладостно и почётно умереть за отечество» (изречение Горация) — Брехт уже квалифицировал это утверждение как форму целеустремлённой пропаганды, легко дающейся «пустоголовым», уверенным в том, что их последний час ещё далёк.
Первые литературные опыты Брехта датируются 1913 годом; с конца 1914-го в местной печати регулярно появлялись его стихи, а затем и рассказы, эссе и театральные рецензии. Кумиром его юности был Франк Ведекинд, предшественник немецкого экспрессионизма: именно через Ведекинда, утверждает Э. Шумахер, Брехт осваивал песни уличных певцов, балаганные куплеты, шансоны и даже традиционные формы — балладу и народную песню. Однако ещё в гимназические годы Брехт, по его собственному свидетельству, «всякого рода спортивными излишествами» довёл себя до сердечного спазма, что повлияло и на первоначальный выбор профессии: окончив в 1917 году гимназию, он поступил в Мюнхенский университет Людвига-Максимилиана, где изучал медицину и естествознание. Впрочем, как писал сам Брехт, в университете он «слушал лекции по медицине, а учился игре на гитаре».

### Война и революция
Учёба Брехта продолжалась недолго: с января 1918 года его призывали в армию, отец добивался отсрочек, и в конце концов, дабы не оказаться на фронте, Брехт 1 октября в качестве санитара поступил на службу в один из аугсбургских военных госпиталей. Впечатления его в том же году воплотились в первое «классическое» стихотворение — «Легенду о мёртвом солдате» (Legende vom toten Soldaten), безымянный герой которой, устав воевать, пал смертью героя, но расстроил своей гибелью расчёты кайзера, был извлечён медицинской комиссией из могилы, признан годным к военной службе и возвращён в строй. Брехт сам положил свою балладу на музыку — в стиле песни шарманщика — и исполнял публично под гитару; именно на это стихотворение, получившее широкую известность и в 20-х годах нередко звучавшее в литературных кабаре в исполнении Эрнста Буша, национал-социалисты указывали как на причину лишения автора германского гражданства в июне 1935 года.
В ноябре 1918 года Брехт принял участие в революционных событиях в Германии; от лазарета, в котором служил, был избран в Аугсбургский Совет рабочих и солдатских депутатов, но очень скоро отошёл от дел. При этом он участвовал в траурном митинге памяти Розы Люксембург и Карла Либкнехта и в похоронах Курта Эйснера; прятал у себя преследуемого спартакиста Георга Према; он сотрудничал в органе Независимой социал-демократической партии (К. Каутского и Р. Гильфердинга) газете «Фольксвилле», даже вступил в НСДПГ, но ненадолго: в тот период Брехт, по собственному его признанию, «страдал отсутствием политических убеждений». Газета «Фольксвилле» в декабре 1920 года стала органом Объединённой коммунистической партии Германии (секции III Интернационала), но для Брехта, в то время далёкого от компартии, это не имело значения: он продолжал публиковать свои рецензии, пока сама газета не была запрещена.
Демобилизовавшись, Брехт вернулся в университет, но интересы его изменились: в Мюнхене, который ещё на рубеже веков, во времена принца-регента, превратился в культурную столицу Германии, он увлёкся театром, — теперь, учась на философском факультете, он посещал занятия театроведческого семинара Артура Кучера и стал завсегдатаем литературно-артистических кафе. Всем театрам Мюнхена Брехт предпочитал ярмарочный балаган, с его зазывалами, уличными певцами, под шарманку, с помощью указки разъясняющими серии картин (такой певец в «Трёхгрошовой опере» будет рассказывать о похождениях Мэкхита), паноптикумами и кривыми зеркалами, — городской драматический театр казался ему манерным и стерильным. В этот период Брехт и сам выступал на подмостках маленькой «Вильде бюне». Окончив в университете два полных курса, он в летний семестр 1921 года не отметился ни на одном из факультетов и в ноябре был исключён из списка студентов.
В начале 20-х в мюнхенских пивных Брехт наблюдал первые шаги Гитлера на политическом поприще, но в то время сторонники безвестного «фюрера» были для него не более чем «скопищем убогих недоносков». В 1923 году, во время «пивного путча», его имя было занесено в «чёрный список» лиц, подлежащих уничтожению, хотя сам он к этому времени давно отошёл от политики и был целиком погружён в свои творческие проблемы. Двадцать лет спустя, сравнивая себя с Эрвином Пискатором, создателем политического театра, Брехт писал: «Бурные события 1918 года, в которых оба приняли участие, разочаровали Автора, Пискатора же сделали политиком. Лишь много позднее Автор под влиянием своих научных занятий тоже пришёл к политике».

### Мюнхенский период. Первые пьесы

Бертольт Брехт в начале 20-х годов

Литературные дела Брехта в то время складывались не лучшим образом: «Бегаю как одуревший пёс, — записал он в своём дневнике, — и ничего у меня не получается». Ещё в 1919 году он принёс в литературную часть мюнхенского «Каммершпиле» свои первые пьесы — «Ваал» и «Барабаны в ночи», но к постановке они не были приняты. Не нашли своего режиссёра и пять одноактных пьес, в том числе «Мещанская свадьба». «Какую тоску, — писал Брехт в 1920 году, — наводит на меня Германия! Крестьянство вконец обнищало, но грубость его порождает не сказочных чудищ, а немотствующее озверение, буржуазия заплыла жиром, а интеллигенция безвольна! Остаётся — Америка!». Но без имени ему и в Америке нечего было делать. В 1920 году Брехт впервые побывал в Берлине; второй его визит в столицу продолжался с ноября 1921-го по апрель 1922 года, но покорить Берлин ему не удалось: «молодой человек двадцати четырёх лет, сухой, тощий, с бледным ироничным лицом, колючими глазами, с коротко остриженными, торчащими в разные стороны тёмными волосами», как описал его Арнольт Броннен, в столичных литературных кругах был встречен прохладно.
С Бронненом, так же как он приехавшим покорять столицу, Брехт подружился ещё в 1920 году; начинающих драматургов сблизило, по свидетельству Броннена, «полное отрицание» всего, что до сих пор было сочинено, написано и напечатано другими. Не сумев заинтересовать берлинские театры собственными сочинениями, Брехт попытался поставить в «Юнге бюне» экспрессионистскую драму Броннена «Отцеубийство»; однако и здесь потерпел неудачу: на одной из репетиций он поссорился с исполнителем главной роли Генрихом Георге и был заменён другим режиссёром. Даже посильная финансовая поддержка Броннена не могла спасти Брехта от физического истощения, с которым он весной 1922 года оказался в берлинском госпитале «Шарите».
В начале 20-х годов в Мюнхене Брехт пытался освоить и кинопроизводство, написал несколько сценариев, по одному из них, вместе с молодым режиссёром Эрихом Энгелем и комиком Карлом Валентином, снял в 1923 году короткометражный фильм — «Мистерии одной парикмахерской»; но и на этом поприще лавров не стяжал: зрители увидели фильм лишь несколько десятилетий спустя.
В 1954 году, при подготовке к изданию собрания пьес, сам Брехт невысоко оценил свои ранние опыты; тем не менее успех пришёл в сентябре 1922 года, когда мюнхенский «Каммершпиле» поставил «Барабаны в ночи». О спектакле более чем благожелательно отозвался авторитетный берлинский критик Герберт Иеринг, ему и принадлежит честь «открытия» Брехта-драматурга. Благодаря Иерингу «Барабаны в ночи» были отмечены Премией им. Г. Клейста, однако репертуарной пьеса не стала и широкой известности автору не принесла; в декабре 1922 года она была поставлена в Немецком театре в Берлине и подверглась жестокой критике со стороны другого влиятельного специалиста — Альфреда Керра. Но с этого времени пьесы Брехта, в том числе и «Ваала» (третью, наиболее «приглаженную» редакцию), и написанную в 1921 году «В чаще городов», ставили в разных городах Германии; хотя спектакли нередко сопровождались скандалами и обструкциями, даже нападением нацистов и метанием тухлых яиц. После премьеры в мюнхенском Резиденцтеатре пьесы «В чаще городов» в мае 1923 года заведующий литературной частью был попросту уволен.
И тем не менее в столице Баварии, в отличие от Берлина, Брехту удалось довести до конца и свой режиссёрский эксперимент: в марте 1924 года он поставил в «Каммершпиле» «Жизнь Эдуарда II Английского» — собственную обработку пьесы К. Марло «Эдуард II». Это был первый опыт создания «эпического театра», но понял его и оценил только Иеринг, — исчерпав таким образом возможности Мюнхена, Брехт в том же году, вслед за своим другом Энгелем, окончательно переселился в Берлин.

### В Берлине. 1924—1933
Ме-ти сказал: плохи мои дела. Повсюду распространяются слухи, будто я говорил нелепейшие вещи. Беда в том, что, абсолютно между нами, большую часть из них я действительно говорил.
Берлин в эти годы превращался в театральную столицу Европы, соперничать с которой могла только Москва; здесь был свой «Станиславский» — Макс Рейнхардт и свой «Мейерхольд» — Эрвин Пискатор, приучавший столичную публику не удивляться ничему. В Берлине у Брехта уже был режиссёр-единомышленник — Эрих Энгель, работавший в Немецком театре Рейнхардта, в столицу последовал за ним и другой единомышленник — школьный друг Каспар Неер, в то время уже талантливый театральный художник. Здесь Брехту были заранее обеспечены и поддержка авторитетного критика Герберта Иеринга, и резкое осуждение со стороны его визави — не менее авторитетного Альфреда Керра, приверженца театра Рейнхардта. За пьесу «В чаще городов», поставленную Энгелем в 1924 году в Берлине, Керр назвал Брехта «эпигоном из эпигонов, эксплуатирующим на современный лад фирменный знак Граббе и Бюхнера»; его критика ужесточалась по мере упрочения позиций Брехта, и для «эпической драмы» Керр не нашёл лучшего определения, чем «пьеса идиота». Однако и Брехт не оставался в долгу: со страниц «Берлинер бёрзен-курир», в которой Иеринг заведовал отделом фельетонов, вплоть до 1933 года он мог проповедовать свои театральные идеи и делиться мыслями о Керре.
Брехт нашёл себе работу в литературной части Немецкого театра, где, однако, появлялся редко; в Берлинском университете он продолжил изучение философии; поэт Клабунд ввёл его в столичные издательские круги, — договор с одним из издательств на несколько лет обеспечил ещё не признанному драматургу прожиточный минимум. Он был принят и в круг литераторов, в большинстве своём лишь недавно поселившихся в Берлине и образовавших «Группу-1925»; в их числе были Курт Тухольский, Альфред Дёблин, Эгон Эрвин Киш, Эрнст Толлер и Эрих Мюзам. В эти первые берлинские годы Брехт не считал для себя зазорным писать рекламные тексты для столичных фирм и за стихотворение «Поющие машины фирмы „Штейр“» получил в подарок автомобиль.
Из театра Рейнхардта Брехт в 1926 году перешёл в театр Пискатора, для которого обрабатывал пьесы и сделал инсценировку «Похождений бравого солдата Швейка» Я. Гашека. Опыт Пискатора открывал ему не изведанные прежде возможности театра; впоследствии Брехт называл главной заслугой режиссёра «поворот театра к политике», без которого не мог бы состояться и его «эпический театр». Новаторские сценические решения Пискатора, находившего собственные средства эпизации драмы, сделали возможным, по словам Брехта, «охват новых тем», недоступных театру натуралистическому. Здесь, в процессе превращения в драму биографии американского предпринимателя Дэниэла Дрю, Брехт обнаружил, что его познания в области экономики недостаточны, — он занялся изучением биржевых спекуляций, а затем и «Капитала» К. Маркса. Здесь же он сблизился с композиторами Эдмундом Майзелем и Хансом Эйслером, а в актёре и певце Эрнсте Буше нашёл идеального исполнителя для своих песен и стихов в берлинских литературных кабаре.
Пьесы Брехта привлекли внимание режиссёра Альфреда Брауна, который начиная с 1927 года с переменным успехом ставил их на Берлинском радио. В том же 1927 году был издан сборник стихов «Домашние проповеди»; одни называли его «новым Откровением», другие «псалтырью дьявола», — так или иначе, Брехт становился известным. Его известность вышла за пределы Германии, когда Эрих Энгель в августе 1928 года в Театре на Шиффбауэрдамм поставил «Трёхгрошовую оперу» с музыкой Курта Вайля. Это был первый безусловный успех, по поводу которого критик мог написать: «Брехт наконец победил».
К этому времени в общих чертах сложилась его театральная теория; для Брехта было очевидно, что новой, «эпической» драме, нужен новый театр — новая теория актёрского и режиссёрского искусства. Полигоном стал Театр на Шиффбауэрдамм, где Энгель, при активном участии автора, ставил пьесы Брехта и где они вместе, поначалу не слишком успешно, пытались выработать новый, «эпический» стиль исполнения — с молодыми актёрами и любителями из пролетарских самодеятельных трупп. В 1931 году Брехт дебютировал на столичной сцене в качестве режиссёра — поставил в Государственном театре свою пьесу «Человек есть человек», которую тремя годами раньше Энгель ставил в «Фольксбюне». Режиссёрский опыт драматурга был невысоко оценён специалистами — спектакль Энгеля оказался успешнее, а впервые испытанный в этой постановке «эпический» стиль исполнения не нашёл понимания ни у критиков, ни у публики. Неудача Брехта не обескуражила, — ещё в 1927 году он замахнулся и на реформу музыкального театра, сочинив вместе с Вайлем небольшую зонг-оперу «Махагони», двумя годами позже переработанную в полноценную оперу — «Расцвет и падение города Махагони»; в 1931 году Брехт сам поставил её в берлинском Театре на Курфюрстендамм, и на сей раз с бо́льшим успехом.

#### На левом фланге
С 1926 года Брехт усиленно изучал классиков марксизма; позже он писал, что Маркс был бы лучшим зрителем для его пьес: «… Человека с такими интересами должны были интересовать именно эти пьесы не из-за моего ума, а из-за его собственного; они были иллюстративным материалом для него». В конце 20-х Брехт сблизился с коммунистами, к чему его, как и многих в Германии, подтолкнуло усиление национал-социалистов. В области философии одним из наставников стал Карл Корш, с его достаточно своеобразным толкованием марксизма, что отразилось позже и в философском сочинении Брехта «Ме-ти. Книга перемен». Сам Корш в 1926 году как «ультралевый» был исключён из КПГ, где во второй половине 20-х одна чистка сменяла другую, и Брехт в партию так никогда и не вступил; но в этот период он написал вместе с Эйслером «Песню солидарности» и целый ряд других песен, которые с успехом исполнял Эрнст Буш, — в начале 30-х годов на грампластинках они расходились по всей Европе.
В этот же период он инсценировал, весьма вольно, роман А. М. Горького «Мать», доведя в своей пьесе события до 1917 года, и хотя в ней сохранялись русские имена и названия городов, многие проблемы были актуальны именно для Германии того времени. Он писал дидактические пьесы, в которых стремился научить немецких пролетариев «правильному поведению» в классовой борьбе. Той же теме был посвящён и написанный Брехтом в 1931 году вместе с Эрнстом Отвальтом сценарий фильма Златана Дудова «Куле Вампе, или Кому принадлежит мир?».
В начале 30-х годов в стихотворении «Когда фашизм набирал силу» Брехт призывал социал-демократов создать «единый красный фронт» с коммунистами, но разногласия между партиями оказались сильнее его призывов.

### Эмиграция. 1933—1948

#### Годы странствий
…Помните,

говоря про слабости наши,

и о тех мрачных временах,

которых вы избежали.

Ведь мы шагали, меняя страны

чаще, чем башмаки…

и отчаянье нас душило,

когда мы видели только

 несправедливость

и не видели возмущения.

А ведь при этом мы знали:

ненависть к подлости

тоже искажает черты.
Ещё в августе 1932 года орган НСДАП «Фёлькишер беобахтер» опубликовал книжный индекс, в котором Брехт нашёл свою фамилию среди «немцев с подмоченной репутацией», и 30 января 1933 года, когда Гинденбург назначил Гитлера рейхсканцлером, а колонны сторонников нового главы правительства организовали триумфальное шествие через Бранденбургские ворота, Брехт понял, что пора покинуть страну. Он покинул Германию 28 февраля, на следующий день после поджога Рейхстага, ещё в полной уверенности, что это ненадолго.
С женой, актрисой Еленой Вайгель, и детьми Брехт прибыл в Вену, где жили родственники Вайгель и где поэт Карл Краус приветствовал его фразой: «Крысы бегут на тонущий корабль». Из Вены он очень скоро переселился в Цюрих, где уже образовалась колония немецких эмигрантов, однако и там чувствовал себя неуютно; позже Брехт вложил в уста одного из персонажей «Разговоров беженцев» слова: «Швейцария — страна, славящаяся тем, что в ней можно быть свободным, но для этого надо быть туристом». В Германии тем временем ускоренным темпом проводилась фашизация; 10 мая 1933 года состоялся «просветительный поход немецкого студенчества против антинемецкого духа», завершившийся первым публичным сожжением книг. Вместе с сочинениями К. Маркса и К. Каутского, Г. Манна и Э. М. Ремарка в костёр летело и всё, что успел издать на родине Брехт.
Уже летом 1933 года по приглашению писательницы Карин Макаэлис Брехт с семьёй переселился в Данию; его новым домом стала рыбацкая хижина в деревне Сковсбостранд, недалеко от Свеннборга, под кабинет пришлось переоборудовать заброшенный сарай рядом с ней. В этом сарае, где на стенах висели китайские театральные маски, а на потолке были начертаны слова Ленина: «Истина конкретна», — Брехт, кроме множества статей и открытых писем, посвящённых актуальным событиям в Германии, написал «Трёхгрошовый роман» и ряд пьес, так или иначе откликавшихся на события в мире, в том числе «Страх и отчаяние в Третьей империи» и «Винтовки Тересы Каррар» — о гражданской войне в Испании. Здесь была написана «Жизнь Галилея» и начата «Мамаша Кураж»; здесь же, оторванный от театральной практики, Брехт всерьёз занялся разработкой теории «эпического театра», который ещё во второй половине 20-х приобрёл черты театра политического и теперь казался ему актуальным, как никогда прежде.
В середине 30-х годов в Дании усилились местные национал-социалисты, постоянное давление оказывалось и на датское посольство в Берлине, и если постановку в Копенгагене пьесы «Круглоголовые и остроголовые», с вполне откровенной пародией на Гитлера, запретить не удалось, то балет «Семь смертных грехов», написанный Вайлем на либретто Брехта, в 1936 году был снят с репертуара, после того как своё негодование выразил король Кристиан X. Страна становилась всё менее гостеприимной, продлевать вид на жительство становилось всё труднее, и в апреле 1939 года Брехт с семьёй покинул Данию.
Ещё с конца 1938 года Брехт добивался американской визы и в ожидании её поселился в Стокгольме, формально — по приглашению Шведского союза любительских театров. Круг его общения составляли главным образом немецкие эмигранты, в том числе Вилли Брандт, представлявший Социалистическую рабочую партию; в Швеции, как и прежде в Дании, Брехт стал свидетелем выдачи антифашистов германским властям; он сам находился под постоянным наблюдением тайной службы безопасности. Антивоенная «Мамаша Кураж», задуманная ещё в Дании как предостережение, была закончена в Стокгольме лишь осенью 1939 года, когда Вторая мировая война уже шла: «Писатели, — говорил Брехт, — не могут писать с такой быстротой, с какой правительства развязывают войны: ведь чтобы сочинять, надо думать».
Нападение Германии на Данию и Норвегию 9 апреля 1940 года и отказ в продлении вида на жительство в Швеции заставили Брехта искать себе новое прибежище, и уже 17 апреля, так и не получив американскую визу, по приглашению известной финской писательницы Хеллы Вуолийоки, он выехал в Финляндию.

#### «Жизнь Галилея» и «Книга перемен»
Во второй половине 30-х годов беспокоили Брехта не только события в Германии. Исполком Коминтерна, а вслед за ним и КПГ провозгласили Советский Союз решающей исторической силой в противостоянии фашизму, — весной 1935 года Брехт больше месяца провёл в СССР и, хотя применения ни себе, ни Елене Вайгель не нашёл и не разделил тезисы о «социалистическом реализме», принятые I Съездом советских писателей, в целом тем, что ему показали, остался доволен.
Однако уже в 1936 году в СССР начали исчезать немецкие эмигранты, которых Брехт хорошо знал, в том числе Бернгард Райх, бывший главный режиссёр мюнхенского «Каммершпиле», актриса Карола Неер, игравшая Полли Пичем в «Трёхгрошовой опере» на сцене и на экране, и Эрнст Отвальт, вместе с которым он написал сценарий «Куле Вампе»; Эрвин Пискатор, с 1931 года живший в Москве и возглавлявший Международное объединение революционных театров, ещё раньше почёл за благо покинуть Страну Советов. Печально знаменитые московские открытые процессы раскалывали с трудом созданный «единый фронт»: социал-демократы призывали к изоляции коммунистических партий.
Преступник держит наготове

 доказательства своей

 невиновности.

У невинного часто нет

 никаких доказательств.

Но неужели в таком положении

 лучше всего молчать?

А что, если он невиновен?
Брехт в эти годы со всей решительностью выступал против изоляции коммунистов: «…Важна, — писал он, — лишь неустанная, весобъемлющая, проводимая всеми средствами и на широчайшей основе борьба против фашизма». Свои сомнения он запечатлел в философском сочинении «Ме-ти. Книга перемен», которое писал и до, и после Второй мировой войны, но так никогда и не закончил. В этом сочинении, написанном как бы от имени древнекитайского философа Мо-цзы, Брехт делился своими мыслями о марксизме и теории революции и пытался разобраться в том, что происходит в СССР; в «Ме-ти» с нелицеприятными оценками деятельности Сталина соседствовали и заимствованные из советской и иной коминтерновской прессы аргументы в его защиту.
В 1937 году в Москве был расстрелян Сергей Третьяков — друг Брехта и один из первых переводчиков его сочинений на русский язык. Брехт узнал об этом в 1938 году, — судьба одного, хорошо известного ему человека заставила его задуматься и о многих других расстрелянных; стихотворение, посвящённое памяти Третьякова, он назвал «Непогрешим ли народ?»: ничего не зная о «тройках» НКВД, Брехт верил в то, что приговоры в СССР выносят «суды народа». Каждая строфа стихотворения заканчивалась вопросом: «А что, если он невиновен?».
В этом контексте родилась «Жизнь Галилея» — одна из лучших пьес Брехта. В заметке, сопровождавшей первое немецкое издание, в 1955 году, Брехт указал, что пьеса была написана в то время, когда газеты «опубликовали сообщение о расщеплении атома урана, произведённом немецкими физиками», — тем самым, как отмечал Илья Фрадкин, намекнув на связь замысла пьесы с проблемами атомной физики. Однако никаких свидетельств того, что Брехт в конце 30-х годов предвидел создание атомной бомбы, нет; узнав от датских физиков о расщеплении атома урана, осуществлённом в Берлине, Брехт в первой («датской») редакции «Жизни Галилея» дал этому открытию положительное толкование. Конфликт пьесы не имел ничего общего с проблемой создателей атомной бомбы, но явным образом перекликался с московскими открытыми процессами, по поводу которых в «Ме-ти» Брехт в это время писал: «…Если от меня требуют, чтобы я (без доказательства) верил в нечто доказуемое, то это всё равно, что требовать от меня, чтобы я верил в нечто недоказуемое. Я этого не сделаю… Бездоказательным процессом он нанёс ущерб народу».
К этому же времени относятся тезисы Брехта «Предпосылки успешного руководства движением за социальное преобразование общества», первый пункт которых призывал к «отмене и преодолению вождизма внутри партии», а пункт шестой — к «ликвидации всякой демагогии, всякой схоластики, всякой эзотерики, интриганства, заносчивости, не соответствующего реальному положению вещей чванства»; там же содержался и совсем уж наивный призыв отказаться от «требования слепой „веры“ во имя убедительной доказательности». Тезисы не были востребованы, самого же Брехта вера в миссию СССР вынуждала так или иначе оправдывать всю внешнюю политику Сталина.

#### В Соединённых Штатах
Финляндия была не самым надёжным убежищем: Ристо Рюти, в то время премьер-министр, вёл секретные переговоры с Германией; и всё же, по ходатайству Вуолийоки, он предоставил Брехту вид на жительство — только потому, что когда-то получил удовольствие от «Трёхгрошовой оперы». Здесь Брехт успел написать пьесу-памфлет «Карьера Артуро Уи» — о восхождении Гитлера и его партии к вершинам власти. В мае 1941 года, на фоне неприкрытого размещения немецких войск и явных приготовлений к войне, он получил наконец американскую визу; но отплыть в США из северного порта Финляндии оказалось невозможно: порт уже контролировали немцы. Пришлось ехать на Дальний Восток — через Москву, где Брехт с помощью уцелевших немецких эмигрантов безуспешно пытался выяснить судьбу своих исчезнувших друзей.
В июле он прибыл в Лос-Анджелес и поселился в Голливуде, где к тому времени, по словам актёра Александра Гранаха, уже оказался «весь Берлин». Но, в отличие от Томаса Манна, Э. М. Ремарка, Э. Людвига или Б. Франка, Брехт американской публике был мало известен — хорошо известно его имя было только ФБР, собравшему о нём, как выяснилось позже, более 1000 страниц «дознания», — и зарабатывать на жизнь приходилось в основном фабульными проектами киносценариев. Чувствуя себя в Голливуде так, словно его «вырвали из своего века» или переместили на Таити, Брехт не мог писать то, что было востребовано на американской сцене или в кинематографе, долгое время вообще не мог полноценно работать, и в 1942 году писал своей многолетней сотруднице: «В чём у нас нужда, так это в человеке, который одолжил бы мне на два года несколько тысяч долларов, с отдачей из послевоенных моих гонораров…» Написанные в 1943 году пьесы «Сны Симоны Машар» и «Швейк во Второй мировой войне» в США поставить не удалось; но старый друг Лион Фейхтвангер, привлечённый Брехтом к работе над «Симоной Машар», написал на основе пьесы роман и из полученного гонорара отдал Брехту 20 тысяч долларов, которых хватило на несколько лет безбедного существования.
Уже после окончания Второй мировой войны Брехт создал новую («американскую») версию «Жизни Галилея»; поставленная в июле 1947 года в Лос-Анджелесе, в небольшом «Коронет театре», с Чарльзом Лоутоном в главной роли, пьеса была весьма прохладно принята лос-анджелесской «киноколонией», — по свидетельству Чарльза Чаплина, с которым Брехт сблизился в Голливуде, спектакль, поставленный в стиле «эпического театра», показался слишком уж малотеатральным.

### Возвращение в Германию
Даже потоп

Длился не вечно.

Однажды иссякли

Чёрные хляби.

Но лишь немногие

Это пережили.
По окончании войны Брехт, как и многие эмигранты, не торопился возвращаться в Германию. По воспоминаниям Шумахера, Эрнст Буш на вопрос, где же Брехт, отвечал: «Он должен наконец понять, что его дом здесь!» — при этом сам Буш говорил друзьям о том, как трудно антифашисту жить среди людей, для которых Гитлер виноват лишь в том, что проиграл войну.
Возвращение Брехта в Европу ускорила в 1947 году Комиссия по расследованию антиамериканской деятельности, заинтересовавшаяся им как «коммунистом». Когда в начале ноября самолёт доставил его в столицу Франции, многие крупные города ещё лежали в руинах, Париж предстал перед ним «обшарпанным, обедневшим, сплошным чёрным рынком», — в Центральной Европе Швейцария, куда направлялся Брехт, оказалась единственной страной, которую война не опустошила; сын Штефан, в 1944—1945 годах служивший в американской армии, предпочёл остаться в США.
«Человек, не имеющий гражданства, всегда лишь с временным видом на жительство, всегда готовый отправиться дальше, скиталец нашего времени… поэт, которому не воскуряют фимиам», как описал его Макс Фриш, Брехт поселился в Цюрихе, где ещё в годы войны немецкие и австрийские эмигранты ставили его пьесы. С этими единомышленниками и с давним соратником Каспаром Неером он создавал свой театр — сначала в городском «Шаушпильхаузе», где он потерпел неудачу с обработкой «Антигоны» Софокла, а несколько месяцев спустя познал первый после возвращения в Европу успех с постановкой «Господина Пунтилы», спектакля, ставшего театральным событием с международным резонансом .
Ещё в конце 1946 года Герберт Иеринг из Берлина призывал Брехта «воспользоваться Театром на Шиффбауэрдамм для известного дела». Когда Брехт и Вайгель с группой актёров-эмигрантов прибыли в восточный сектор Берлина, в октябре 1948 года, театр, обжитый ещё в конце 20-х, оказался занят, — «Берлинер ансамбль», вскоре получивший всемирную известность, пришлось создавать на малой сцене Немецкого театра. Брехт приехал в Берлин, когда главный редактор журнала «Театр дер цайт» Ф. Эрпенбек приветствовал постановку его пьесы «Страх и отчаяние в Третьей империи» в Немецком театре как сценическое преодоление «ложной теории эпического театра». Но первый же спектакль, поставленный новым коллективом — «Мамаша Кураж и её дети», с Еленой Вайгель в главной роли, — вошёл в «золотой фонд» мирового театрального искусства. Хотя и вызвал в Восточном Берлине дискуссию: Эрпенбек и теперь предрекал «эпическому театру» незавидную участь — в конце концов он затеряется в «чуждом народу декадансе».
Позже, в «Рассказах о господине Койне», Брехт объяснил, почему он выбрал восточный сектор столицы: «В городе А… меня любят, но в городе Б со мной обращались дружественно. В городе А мне готовы помочь, но в городе Б во мне нуждались. В городе А меня приглашали к столу, а в городе Б меня позвали на кухню».

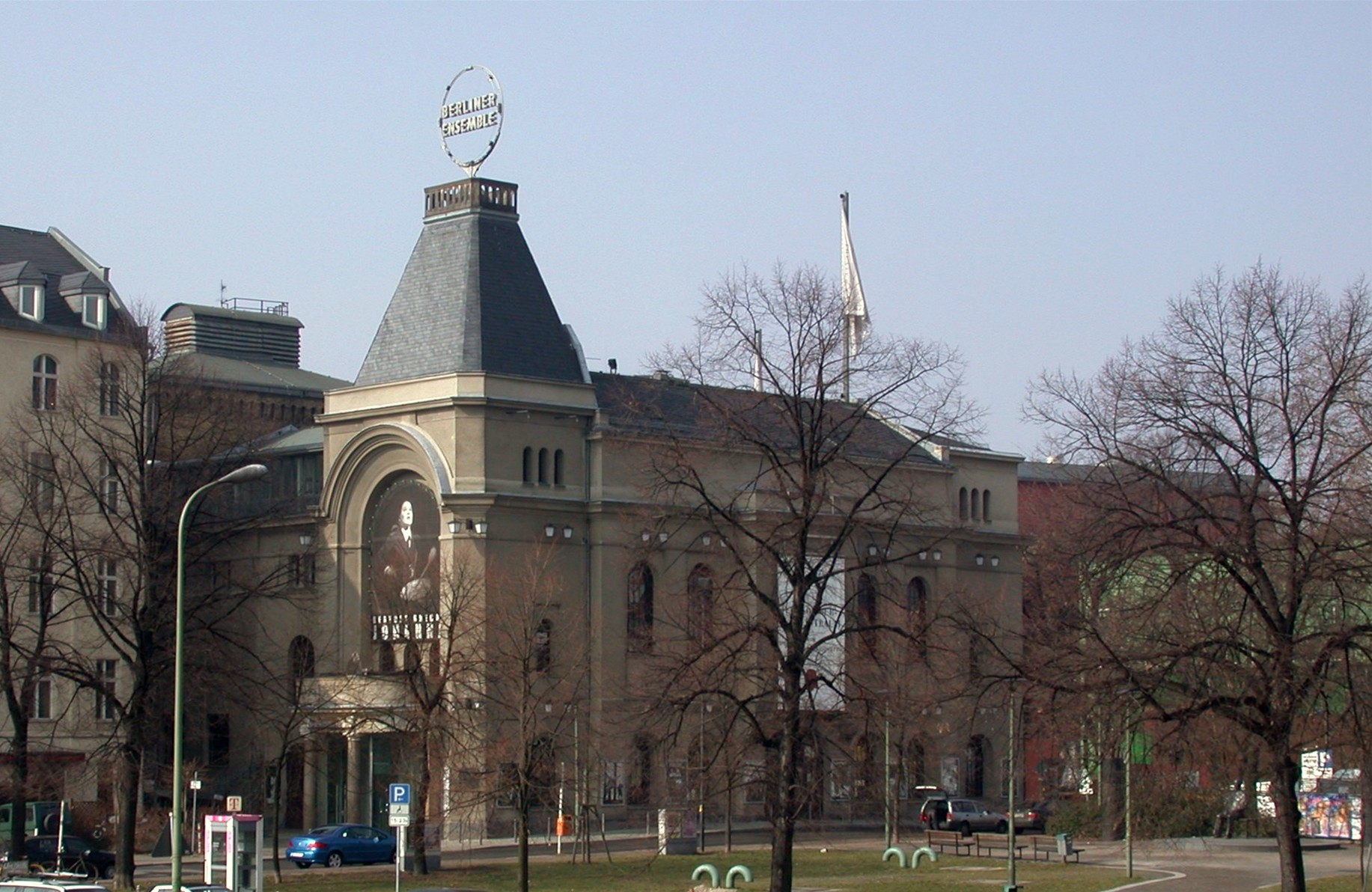
Театр Брехта в Берлине

В официальных почестях недостатка не было: в 1950 году Брехт стал действительным членом, а в 1954 — вице-президентом Академии искусств ГДР, в 1951-м ему присудили Национальную премию первой степени, с 1953 года он возглавлял немецкий ПЕН-клуб «Восток и Запад», — между тем отношения с руководством ГДР складывались непросто.

#### Взаимоотношения с руководством ГДР
Поселившись в Восточной Германии, Брехт не спешил вступать в СЕПГ; в 1950 году началась сталинизация ГДР, осложнившая его взаимоотношения с руководством партии. Сначала проблемы возникли у его любимого актёра Эрнста Буша, в 1951 году переселившегося в Восточный Берлин из американского сектора: в ходе партийной чистки из тех, кто побывал в западной эмиграции, одни были исключены из СЕПГ, в том числе и некоторые друзья Брехта, другие подверглись дополнительной проверке, — Буш в не самых изысканных выражениях отказался проходить проверку, сочтя её унизительной, и тоже был исключён.
Летом того же года Брехт вместе с Паулем Дессау сочинял кантату «Хернбургский отчёт», приуроченную к открытию III Всемирного фестиваля молодёжи и студентов; за две недели до намеченной премьеры Э. Хонеккер (в то время ведавший в ЦК СЕПГ делами молодёжи) телеграммой настоятельно рекомендовал Брехту удалить из песенки, включённой в кантату, имя Буша — «дабы не популяризировать его сверх меры». Аргумент Брехта удивил, однако объяснять ему причины недовольства Бушем Хонеккер не счёл нужным; вместо этого был выдвинут ещё более странный, с точки зрения Брехта, аргумент: молодёжь не имеет представления о Буше. Брехт возразил: если это и в самом деле так, в чём он лично сомневался, то Буш всей своей биографией заслужил, чтобы о нём имели представление. Поставленный перед необходимостью выбирать между лояльностью к руководству СЕПГ и элементарной порядочностью по отношению к старому другу: в сложившейся ситуации вычёркивание имени Буша уже не могло не нанести актёру моральный ущерб, — Брехт обратился за помощью к другому высокопоставленному функционеру; и ему помогли: без его ведома песенку из представления удалили целиком.
В том же году в ГДР развернулась дискуссия о «формализме», которая, наряду с основными композиторами театра «Берлинер ансамбль» — Хансом Эйслером и Паулем Дессау — коснулась и самого Брехта. На пленуме ЦК СЕПГ, специально посвящённом борьбе с формализмом, к удивлению многих, в качестве образца этой пагубной тенденции была представлена постановка пьесы Брехта «Мать»; при этом особенно не понравился её дидактический характер, — опасалось ли партийное руководство того, что уроки из пьесы извлекут восточногерманские диссиденты, но многие сцены спектакля были объявлены «исторически фальшивыми и политически вредными».
В дальнейшем Брехт подвергался проработкам за «пацифизм», «национальный нигилизм», «принижение классического наследия» и за «чуждый народу юмор». Начавшееся в ГДР весной 1953 года насаждение примитивно истолкованной, в духе тогдашнего МХАТа, «системы» К. С. Станиславского для Брехта обернулось очередным обвинением в «формализме», а заодно и в «космополитизме». Если первый спектакль «Берлинер ансамбль», «Мамаша Кураж и её дети», был сразу отмечен Национальной премией ГДР, то дальнейшие постановки всё чаще вызывали насторожённость. Возникли и репертуарные проблемы: руководство СЕПГ считало, что нацистское прошлое следует забыть, внимание предписывалось концентрировать на позитивных качествах немецкого народа, и в первую очередь на великой немецкой культуре, — нежелательными поэтому оказывались не только антифашистские пьесы («Карьера Артуро Уи» появилась в репертуаре «Берлинер ансамбль» лишь в 1959 году, после того как ученик Брехта Петер Палич поставил её в Западной Германии), но и «Гувернёр» Я. Ленца и опера Х. Эйслера «Иоганн Фауст», текст которой также показался недостаточно патриотическим. Обращения театра Брехта к классике — «Разбитый кувшин» Г. Клейста и «Прафауст» И. В. Гёте — были расценены как «отрицание национального культурного наследия».
Сегодня ночью во сне

Я видел сильную бурю.

Она сотрясала строенья,

Железные рушила балки,

Железную крышу снесла.

Но всё, что было из дерева,

Гнулось и уцелело.
Как члену Академии искусств Брехту не раз приходилось защищать художников, в том числе Эрнста Барлаха, от нападок газеты «Нойес Дойчланд» (органа ЦК СЕПГ), которыми, по его словам, «немногие ещё оставшиеся художники были ввергнуты в летаргию». В 1951 году он записал в своём рабочем журнале, что литература опять вынуждена обходиться «без прямого национального отклика», поскольку отклик этот доходит до писателей «с отвратительными посторонними шумами». Летом 1953 года Брехт призывал премьер-министра Отто Гротеволя распустить Комиссию по делам искусств и положить таким образом конец «её диктату, плохо аргументированным предписаниям, чуждым искусству административным мерам, вульгарно-марксистскому языку, отвращающе действующему на художников»; он развивал эту тему в ряде статей и сатирических стихотворений, но услышан был лишь в Западной Германии и той публикой, которая своим одобрением могла оказать ему только медвежью услугу.
Вместе с тем, воспроизводя идеологические кампании, в разное время проводившиеся в СССР, руководство СЕПГ воздерживалось от советских «организационных выводов»; прокатившаяся по Восточной Европе волна политических судебных процессов — против Р. Сланского в Чехословакии, против Л. Райка в Венгрии и других подражаний московским процессам 30-х годов — обошла стороной ГДР, и было очевидно, что Восточной Германии досталось не самое худшее руководство.

#### Июньские события 1953 года
16 июня 1953 года в Берлине начались забастовки на отдельных предприятиях, непосредственно связанные с повышением норм выработки и ростом цен на потребительские товары; в ходе стихийных манифестаций в разных районах Берлина выдвигались и политические требования, в том числе отставки правительства, роспуска Народной полиции и воссоединения Германии.
К утру 17 июня забастовка переросла в общегородскую, многотысячные возбуждённые колонны демонстрантов устремились к правительственному кварталу, — в этой ситуации беспартийный Брехт счёл своим долгом поддержать руководство СЕПГ. Он написал письма Вальтеру Ульбрихту и Отто Гротеволю, в которых, однако, кроме выражения солидарности, содержался и призыв вступить в диалог с бастующими — ответить должным образом на законное недовольство рабочих. Но его ассистент Манфред Векверт не смог прорваться в здание ЦК СЕПГ, уже осаждённое манифестантами.
Возмущённый тем, что радио транслирует опереточные мелодии, Брехт отправил своих помощников в радиокомитет с просьбой предоставить эфир коллективу его театра, но получил отказ. Так и не дождавшись ничего со стороны руководства СЕПГ, он сам вышел к манифестантам, однако из разговоров с ними вынес впечатление, что недовольством рабочих пытаются воспользоваться силы, которые он охарактеризовал как «фашистские», нападающие на СЕПГ «не из-за её ошибок, а из-за её достоинств», — об этом Брехт говорил 17 и 24 июня на общем собрании коллектива «Берлинер ансамбль». Он понимал, что в радикальных настроениях демонстрантов мстит за себя отсутствие свободы слова, но говорил и о том, что из истории Германии XX века не были извлечены уроки, поскольку сама эта тема оказалась под запретом.
Письмо, написанное Брехтом Ульбрихту 17 июня, дошло до адресата и даже было частично опубликовано несколько дней спустя — лишь та его часть, в которой выражалась поддержка, при том что после подавления восстания и сама поддержка приобрела иной смысл. В Западной Германии и особенно в Австрии она вызвала негодование; опубликованное 23 июня обращение, в котором Брехт писал: «…Я надеюсь, что… рабочие, демонстрировавшие своё законное недовольство, не будут поставлены на одну доску с провокаторами, ибо это с самого начала помешало бы проведению столь необходимого широкого обмена мнениями по поводу взаимно совершённых ошибок», — уже ничего не могло изменить; театры, прежде ставившие его пьесы, объявили Брехту бойкот, и если в Западной Германии он продолжался недолго (призывы к бойкоту возобновились в 1961 году, после сооружения Берлинской стены), то «венский бойкот» растянулся на 10 лет, а в Бургтеатре закончился лишь в 1966 году.
После смерти Брехта в его бумагах было найдено стихотворение «Решение» (нем. Die Lösung): «…народ / Потерял доверие правительства / И мог бы вернуть его только удвоенной работой. / Не было бы разве проще правительству / Распустить народ / И выбрать новый?» Стихотворение было опубликовано в 1959 году в западногерманской газете «Die Welt».

### Последний год
В условиях «холодной войны» борьба за сохранение мира стала важной составной частью не только общественной, но и творческой деятельности Брехта, и занавес созданного им театра украсил голубь мира Пикассо. В декабре 1954 года ему присудили Международную Сталинскую премию «За укрепление мира между народами» (двумя годами позже переименованную в Ленинскую), по этому поводу в мае 1955-го Брехт приехал в Москву. Его водили по театрам, но в те дни советский театр только начинал оживать после двадцатилетнего застоя, и, по свидетельству Льва Копелева, из всего, что ему показали, понравилась Брехту только «Баня» В. Маяковского в Театре сатиры. Он вспоминал, как в начале 30-х, когда он впервые отправлялся в Москву, берлинские друзья говорили: «Ты едешь в театральную Мекку», — прошедшие двадцать лет отбросили советский театр на полвека назад. Его спешили обрадовать: в Москве готовится к изданию, после 20-летнего перерыва, однотомник его избранных пьес, — Брехт, который ещё в 1936 году писал, что «эпический театр», помимо определённого технического уровня, предполагает «заинтересованность в свободном обсуждении жизненно необходимых вопросов», не без сарказма заметил, что его пьесы для советского театра устарели, такими «радикальными увлечениями» в СССР переболели в 20-е годы.
Когда истощаются 
заблуждения,
В глаза нам глядит пустота — 

Последний наш собеседник.
В Москве Брехт встретился с Бернгардом Райхом, уцелевшим в сталинских лагерях, и вновь безуспешно пытался выяснить судьбу остальных друзей. Ещё в 1951 году он перерабатывал для постановки в своём театре шекспировского «Кориолана», в котором существенно сместил акценты: «Трагедия отдельного лица, — писал Брехт, — интересует нас, конечно, в значительно меньшей степени, чем трагедия общества, вызванная отдельным лицом». Если у Шекспира Кориоланом движет уязвлённая гордость, то Брехт добавил к ней веру героя в свою незаменимость; он искал в «Кориолане» конкретные средства противодействия «вождизму» и находил их в «самообороне общества»: в то время как у Шекспира народ переменчив, аристократия труслива и даже народные трибуны не блещут мужеством, у Брехта народ, мечущийся от одной крайности к другой, в конце концов под руководством трибунов создаёт нечто, напоминающее «народный фронт» 30-х годов, на основе которого формируется своего рода народная власть.
Однако в том же году работа над «Кориоланом» была прервана: заимствованный из опыта СССР «культ личности» расцветал в начале 50-х во многих странах Восточной Европы, и то, что придавало пьесе актуальность, одновременно делало невозможной её постановку. В 1955 году как будто пришло время для «Кориолана», и Брехт вернулся к этой работе; но в феврале 1956 года состоялся XX съезд КПСС, — опубликованное в июне постановление ЦК «О преодолении культа личности и его последствий» развеяло его последние иллюзии. На знаменитый доклад Н. С. Хрущёва Брехт откликнулся несколькими стихотворениями с прямым осуждением сталинизма; в самом известном из них, «Царь говорил с ними…» (нем. Der Zar hat mit ihnen gesprochen...), Сталин сравнивается с Николаем II и назван «заслуженным убийцей народа» (стихотворения были опубликованы только в 1982 году). А «Кориолан» был поставлен уже учениками Брехта, спустя восемь лет после смерти драматурга.
С начала 1955 года Брехт работал со старым соратником Эрихом Энгелем над постановкой «Жизни Галилея» в «Берлинер ансамбль» и писал пьесу, которая, в отличие от «Жизни Галилея», действительно была посвящена создателям атомной бомбы и называлась «Жизнь Эйнштейна». «Борются две державы… — писал Брехт по поводу центрального конфликта пьесы. — Икс передаёт одной из этих держав великую формулу, чтобы с её помощью и самому быть защищённым. Он не замечает, что черты лица у обеих держав схожи. Благосклонная к нему держава побеждает и низвергает другую, и происходит ужасное: она сама превращается в другую…» Болезнь тормозила его работу и в театре, и за письменным столом: из Москвы Брехт вернулся совершенно обессилевшим и к репетициям смог приступить лишь в конце декабря, а в апреле оказался вынужден их прервать из-за болезни, — спектакль Энгелю пришлось заканчивать одному. «Жизнь Эйнштейна» так и осталась в набросках; написанная в 1954 году «Турандот» оказалась последней пьесой Брехта.

### Болезнь и смерть
Общий упадок сил был налицо уже весной 1955 года: Брехт резко постарел, в свои 57 лет он ходил, опираясь на трость; в мае, отправляясь в Москву, он составил завещание, в котором просил, чтобы гроб с его телом нигде публично не выставляли и над могилой не произносили прощальные слова.

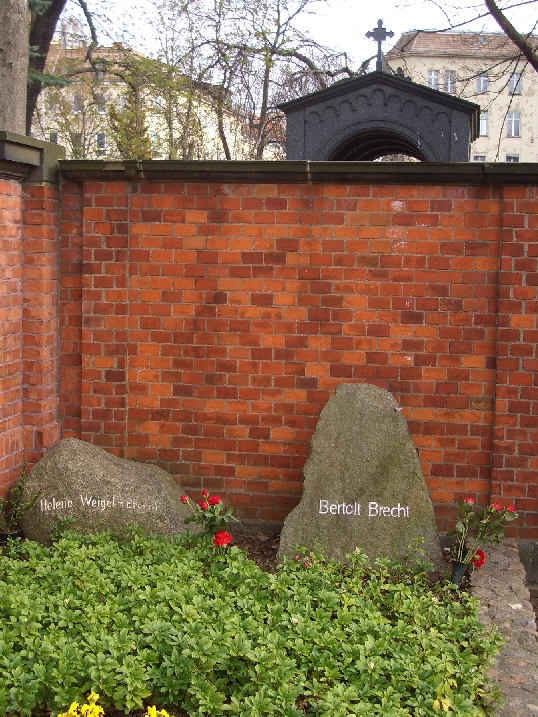
Могила Бертольта Брехта на кладбище Доротеенштадт в Берлине

Весной 1956 года, работая над постановкой «Жизни Галилея» в своём театре, Брехт пережил инфаркт миокарда; поскольку инфаркт был безболезненным, Брехт его не замечал и продолжал работать. Усиливавшуюся слабость он объяснял себе усталостью и в конце апреля отправился на отдых в Букков. Однако самочувствие не улучшалось. 10 августа Брехт приехал в Берлин на прогоны спектакля «Кавказский меловой круг» к предстоящим гастролям в Лондоне; с вечера 13-го его состояние начало ухудшаться.
На следующий день приглашённый близкими врач диагностировал обширный инфаркт, но «скорая помощь» из правительственной клиники прибыла слишком поздно. 14 августа 1956 года, за пять минут до полуночи, Бертольт Брехт скончался на 59-м году жизни.
Рано утром 17 августа Брехт был похоронен, согласно завещанию, на небольшом Доротеенштадтском кладбище недалеко от дома, в котором он жил. В церемонии похорон, кроме членов семьи, участвовали только самые близкие друзья и коллектив театра «Берлинер ансамбль». Как того и хотел драматург, речи над его могилой не произносились. Лишь несколько часов спустя состоялась официальная церемония возложения венков.
На следующий день, 18 августа, в здании Театра на Шиффбауэрдамм, где с 1954 года располагался «Берлинер ансамбль», было организовано траурное собрание; Ульбрихт зачитал официальное заявление президента ГДР В. Пика в связи со смертью Брехта, от себя же добавил, что руководство ГДР предоставило Брехту «для осуществления всех его творческих планов» руководство театром, он получил в Восточной Германии «все возможности говорить с трудящимися». Литературовед Ханс Майер, хорошо знавший цену его словам, отметил на этом «абсурдном торжестве» только три искренних момента: «когда Эрнст Буш пел мёртвому другу их общие песни», а скрытый за кулисами Ханс Эйслер аккомпанировал ему на фортепиано.

## Личная жизнь
В 1922 году Брехт женился на актрисе и певице Марианне Цофф, в этом браке в 1923 году у него родилась дочь Ханна, ставшая актрисой (известна как Ханна Хиоб) и сыгравшая на сцене многих его героинь; ушла из жизни 24 июня 2009 года. Цофф была старше Брехта на пять лет, добросердечна и заботлива и в известной мере, пишет Шумахер, заменила ему мать. И тем не менее этот брак оказался непрочным: в 1923 году Брехт познакомился в Берлине с молодой актрисой Еленой Вайгель, родившей ему сына Штефана (1924—2009). В 1927 году Брехт развёлся с Цофф и в апреле 1929-го официально оформил свои отношения с Вайгель; в 1930 году у них родилась дочь Барбара, также ставшая актрисой (известна как Барбара Брехт-Шалль).
Кроме законных детей, у Брехта был внебрачный сын от его юношеской любви — Паулы Банхольцер; родившийся в 1919 году и названный Франком в честь Ведекинда, старший сын Брехта остался с матерью в Германии и погиб в 1943 году на Восточном фронте.

## Творчество

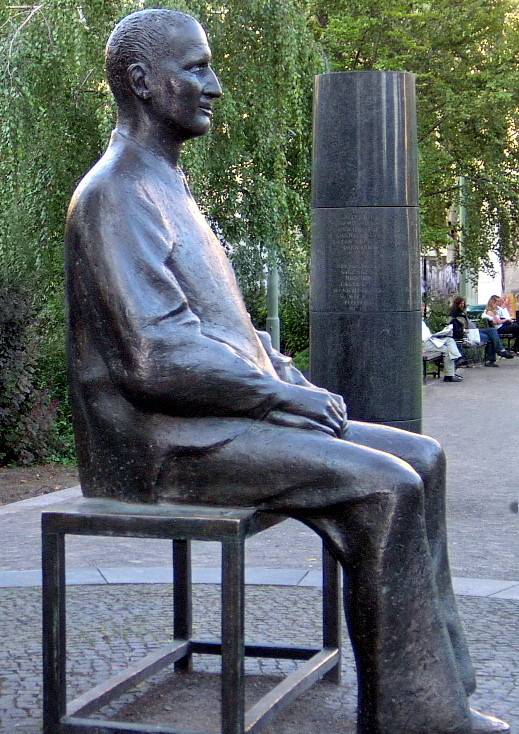
Бронзовая скульптура Б. Брехта перед театром «Берлинер ансамбль» (Бертольт-Брехт-плац, 1) работы Фрица Кремера

### Брехт-поэт
По признанию самого Брехта, начинал он «традиционно»: с баллад, псалмов, сонетов, эпиграмм и песен под гитару, тексты которых рождались одновременно с музыкой. «В немецкую поэзию, — писал Илья Фрадкин, — он вошёл как современный вагант, слагающий где-то на уличном перекрёстке песни и баллады…» Как и ваганты, Брехт часто прибегал к приёмам пародии, выбирая для пародирования те же объекты — псалмы и хоралы (сборник «Домашние проповеди», 1926), хрестоматийные стихи, но также и мещанские романсы из репертуара шарманщиков и уличных певцов. Позже, когда все таланты Брехта замкнулись на театре, зонги в его пьесах точно так же рождались вместе с музыкой, лишь в 1927 году, при постановке пьесы «Человек есть человек» в берлинской «Фольксбюне», он впервые доверил свои тексты профессиональному композитору — Эдмунду Майзелю, в то время сотрудничавшему с Пискатором. В «Трёхгрошовой опере» зонги рождались вместе с музыкой Курта Вайля (и это побудило Брехта при публикации пьесы указать, что она написана «в сотрудничестве» с Вайлем), и многие из них вне этой музыки существовать не могли.
Вместе с тем Брехт до последних лет оставался поэтом — не только автором текстов песен и зонгов; но с годами всё больше отдавал предпочтение свободным формам: «рваный» ритм, как объяснял он сам, был «протестом против гладкости и гармонии обычного стиха» — той гармонии, которой он не находил ни в окружающем мире, ни в собственной душе. В пьесах, поскольку некоторые из них были написаны преимущественно в стихах, этот «рваный» ритм был продиктован ещё и стремлением точнее передать отношения между людьми — «как отношения противоречивые, полные борьбы». В стихах молодого Брехта, помимо Франка Ведекинда, ощутимо влияние Франсуа Вийона, Артюра Рембо и Редьярда Киплинга; позже он увлёкся китайской философией, и многие его стихотворения, особенно в последние годы, и прежде всего «Буковские элегии», по форме — по лаконизму и ёмкости, отчасти и созерцательности — напоминают классиков древнекитайской поэзии: Ли Бо, Ду Фу и Бо Цзюйи, которых он переводил.
С конца 20-х годов Брехт писал песни, призванные поднимать на борьбу, как «Песня Единого фронта» и «Все или никто», или сатирические, как пародия на нацистского «Хорста Весселя», в русском переводе — «Бараний марш». При этом, пишет И. Фрадкин, он оставался оригинальным даже в таких темах, которые, казалось, уже давно превратились в кладбище трюизмов. Как отмечал один из критиков, Брехт в эти годы был уже настолько драматургом, что и многие его стихотворения, написанные от первого лица, больше похожи на высказывания сценических персонажей.
В послевоенной Германии Брехт всё своё творчество, в том числе и поэтическое, поставил на службу строительству «нового мира», полагая, в отличие от руководства СЕПГ, что служить этому строительству можно не только одобрением, но и критикой. К лирике он вернулся в 1953 году, в последнем своём замкнутом цикле стихотворений — «Буковские элегии»: в Букове на Шермютцельзее располагался загородный дом Брехта. Иносказания, к которым Брехт нередко прибегал в своей зрелой драматургии, всё чаще встречались и в его поздней лирике; написанные по образцу «Буколик» Вергилия, «Буковские элегии» отразили, как пишет Э. Шумахер, чувства человека, «стоящего на пороге старости и полностью сознающего, что времени, отпущенного ему на земле, осталось совсем немного». Со светлыми воспоминаниями молодости здесь соседствуют не просто элегические, но ошеломляюще мрачные, по словам критика, стихи — в той мере, в какой их поэтический смысл глубже и богаче дословного смысла.

### Брехт-драматург

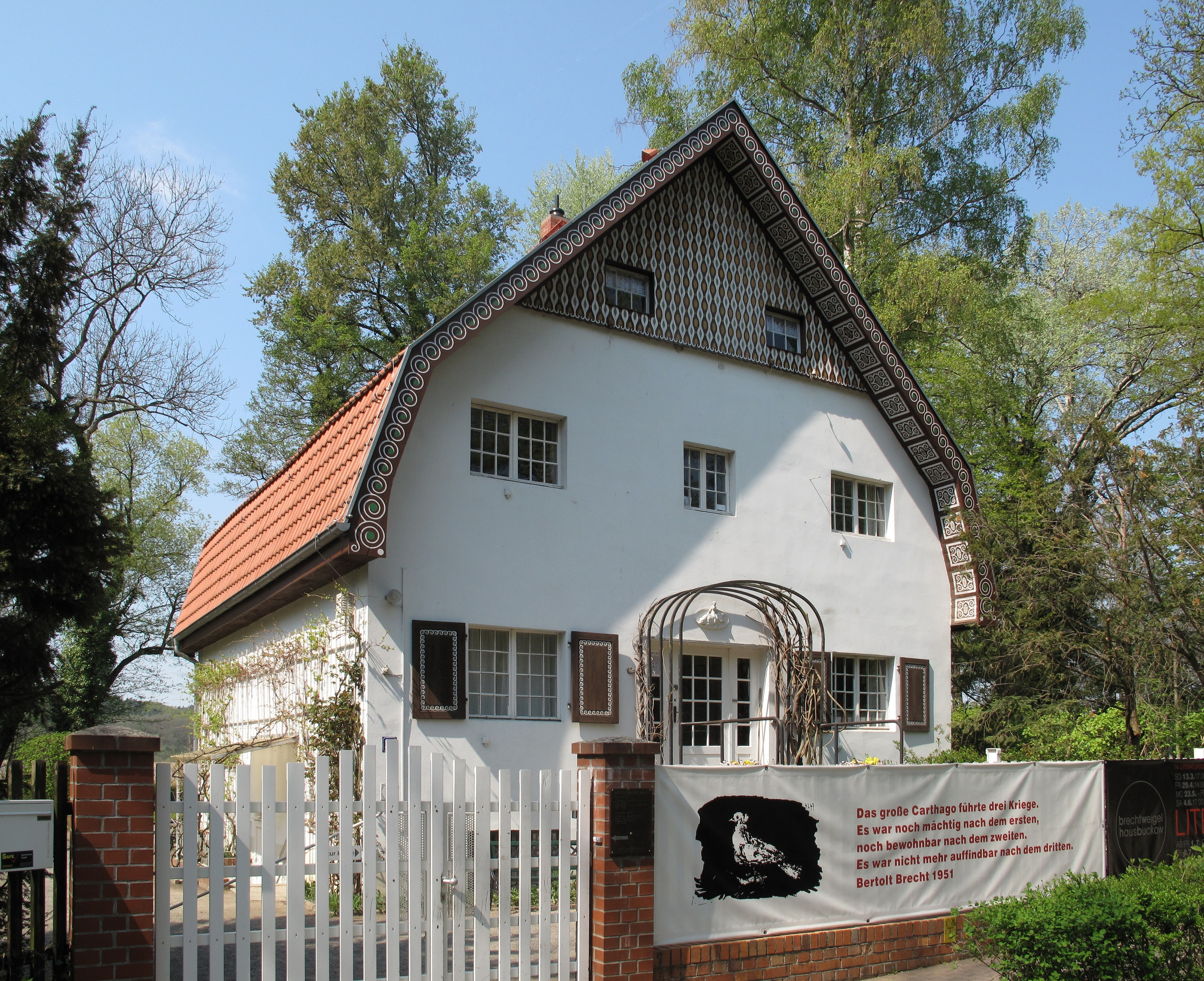
Дом Брехта и Вайгель в Букове, ныне — Бертольт-Брехт-штрассе, 29/30

Ранние пьесы Брехта рождались из протеста; «Ваал» в первоначальной редакции, 1918 года, был протестом против всего, что дорого добропорядочному буржуа: асоциальный герой пьесы (по Брехту — асоциальный в «асоциальном обществе»), поэт Ваал, был признанием в любви к Франсуа Вийону, «убийце, грабителю с большой дороги, сочинителю баллад», и притом баллад непристойных, — всё здесь было рассчитано на эпатаж. Позже «Ваал» трансформировался в пьесу антиэкспрессионистскую, «противопьесу», полемически направленную, в частности, против идеализированного портрета драматурга Кристиана Граббе в «Одиноком» Г. Йоста. Полемической по отношению к известному тезису экспрессионистов «человек добр» была и пьеса «Барабаны в ночи», развивавшая ту же тему уже в «конкретно-исторической ситуации» Ноябрьской революции.
В своих следующих пьесах Брехт полемизировал и с натуралистическим репертуаром немецких театров. К середине 20-х годов он сформулировал теорию «эпической» («неаристотелевской») драмы. «Натурализм, — писал Брехт, — дал театру возможность создавать исключительно тонкие портреты, скрупулёзно, во всех деталях изображать социальные „уголки“ и отдельные малые события. Когда стало ясно, что натуралисты переоценивали влияние непосредственной, материальной среды на общественное поведение человека… — тогда пропал интерес к „интерьеру“. Приобрёл значение более широкий фон, и нужно было уметь показать его изменчивость и противоречивое воздействие его радиации». При этом первой своей эпической драмой Брехт называл «Ваала», однако принципы «эпического театра» вырабатывались постепенно, уточнялось с годами и его назначение, соответственно менялся характер его пьес.
Ещё в 1938 году, анализируя причины особой популярности детективного жанра, Брехт отметил, что человек XX века свой жизненный опыт приобретает главным образом в условиях катастроф, при этом вынужден сам доискиваться до причин кризисов, депрессий, войн и революций: «Уже при чтении газет (но также счетов, известий об увольнении, мобилизационных повесток и так далее), мы чувствуем, что кто-то что-то сделал… Что же и кто сделал? За событиями, о которых нам сообщают, мы предполагаем другие события, о которых нам не сообщают. Они и есть подлинные события». Развивая эту мысль в середине 50-х годов, Фридрих Дюрренматт пришёл к заключению, что театр уже не в силах отобразить современный мир: государство анонимно, бюрократично, чувственно не постижимо; искусству в этих условиях доступны только жертвы, власть имущих оно уже постичь не может; «современный мир легче воссоздать через маленького спекулянта, канцеляриста или полицейского, чем через бундесрат или через бундесканцлера».
Брехт искал способы представить на сцене «подлинные события», хотя и не утверждал, что нашёл; он видел, во всяком случае, только одну возможность помочь современному человеку: показать, что окружающий мир изменяем, и в меру своих сил изучить его законы. С середины 30-х годов, начиная с «Круглоголовых и остроголовых», он всё чаще обращался к жанру параболы, и в последние годы, работая над пьесой «Турандот, или Конгресс обелителей», говорил, что иносказательная форма всё ещё остаётся наиболее пригодной для «очуждения» общественных проблем. И. Фрадкин и склонность Брехта переносить действие своих пьес в Индию, Китай, средневековую Грузию и т. д. объяснял тем, что экзотически костюмированные сюжеты легче входят в форму параболы. «В этой экзотической обстановке, — писал критик, — философская идея пьесы, освобождённая от оков знакомого и привычного быта, легче достигает общезначимости». Сам же Брехт преимущество параболы, при известной её ограниченности, видел ещё и в том, что она «намного хитроумнее всех прочих форм»: парабола конкретна в абстракции, делая сущность наглядной, и, как никакая другая форма, «элегантно может преподнести правду»

### Брехт — теоретик и режиссёр
О том, что представлял собой Брехт как режиссёр, со стороны судить было трудно, поскольку выдающиеся спектакли «Берлинер ансамбль» всегда были плодом коллективного труда: помимо того что Брехт часто работал в паре с гораздо более опытным Энгелем, он располагал и мыслящими актёрами, нередко с режиссёрскими наклонностями, которые он сам умел и пробуждать, и поощрять; свою лепту в создание спектаклей вносили, в качестве ассистентов, и его талантливые ученики: Бенно Бессон, Петер Палич и Манфред Векверт — такая коллективная работа над спектаклем была одним из основополагающих принципов его театра.

Б. Брехт и М. Векверт (слева) на репетиции спектакля «Кавказский меловой круг», 1954

При этом работать с Брехтом, по свидетельству Векверта, было нелегко — из-за его постоянных сомнений: «С одной стороны, мы должны были точно фиксировать всё сказанное и наработанное (…), но на следующий день нам приходилось слышать: „Я никогда этого не говорил, вы это неправильно записали“»
. Источником этих сомнений, как считает Вевкверт, помимо стихийной нелюбви Брехта ко всякого рода «окончательным решениям», было и противоречие, заложенное в его теории: Брехт исповедовал «честный» театр, не создающий иллюзии подлинности, не пытающийся воздействовать на подсознание зрителя в обход его разума, намеренно обнажающий свои приёмы и избегающий отождествления актёра с персонажем; между тем театр по самой природе своей — не что иное, как «искусство обмана», искусство изображать то, чего на самом деле нет. «Магия театра», пишет М. Векверт, в том и заключается, что люди, придя в театр, заранее готовы предаваться иллюзии и принимать за чистую монету всё, что им покажут. Брехт как в теории, так и на практике всеми средствами пытался этому противодействовать; нередко он выбирал исполнителей в зависимости от их человеческих наклонностей и биографий, как если бы не верил в то, что его актёры, опытные мастера или яркие молодые таланты, могут изобразить на сцене то, что не свойственно им в жизни. Он не хотел, чтобы его актёры лицедействовали, — «искусство обмана», в том числе и актёрское лицедейство, в сознании Брехта ассоциировалось с теми спектаклями, в которые превращали свои политические акции национал-социалисты.
Но «магия театра», которую он гнал в дверь, то и дело врывалась в окно: даже образцовый брехтовский актёр Эрнст Буш после сотого представления «Жизни Галилея», по словам Векверта, «уже чувствовал себя не только великим актёром, но и великим физиком». Режиссёр рассказывает, как однажды на «Жизнь Галилея» пришли сотрудники Института ядерных исследований и после спектакля изъявили желание побеседовать с исполнителем главной роли. Они хотели узнать, как работает актёр, но Буш предпочёл говорить с ними о физике; говорил со всей страстью и убедительностью около получаса — учёные слушали как зачарованные и по окончании речи разразились аплодисментами. На следующий день Векверту позвонил директор института: «Произошло что-то непонятное. …Я только сегодня утром понял, что это была сущая чепуха».
Действительно ли Буш, вопреки всем настояниям Брехта, отождествил себя с персонажем, или он таким образом просто объяснял физикам, что́ есть искусство актёра, но, как свидетельствует Векверт, Брехт прекрасно сознавал неистребимость «магии театра» и в своей режиссёрской практике пытался заставить её служить своим целям — превратить в «хитрость разума» (List der Vernunft).
«Хитростью разума» для Брехта стала «наивность», заимствованная у народного, в том числе азиатского, искусства. Именно готовность зрителя в театре предаваться иллюзиям — принимать предлагаемые правила игры позволяла Брехту как в оформлении спектакля, так и в актёрской игре стремиться к максимальной простоте: обозначать место действия, эпоху, характер персонажа скупыми, но выразительными деталями, достигать «перевоплощения» порою с помощью обыкновенных масок, — отсекая всё, что может отвлечь внимание от главного. Так, в брехтовской постановке «Жизни Галилея» Павел Марков отмечал: «Режиссура безошибочно знает, на какой момент действия должно быть направлено особое внимание зрителя. Она не допускает на сцене ни одного лишнего аксессуара. Точное и очень простое декоративное оформление <…> лишь отдельными скупыми деталями обстановки передаёт атмосферу эпохи. Так же целесообразно, скупо, но верно строятся и мизансцены», — этот «наивный» лаконизм в конечном счёте и помогал Брехту концентрировать внимание зрителей не на развитии сюжета, а прежде всего на развитии авторской мысли.

#### Режиссёрские работы
- 1924 — «Жизнь Эдуарда II Английского» Б. Брехта и Л. Фейхтвангера (обработка пьесы К. Марло «Эдуард II»). Художник Каспар Неер — «Каммершпиле», Мюнхен; премьера состоялась 18 марта
- 1931 — «Человек есть человек» Б. Брехта. Художник Каспар Неер; композитор Курт Вайль — Государственный театр, Берлин
- 1931 — «Расцвет и падение города Махагони», опера К. Вайля на либретто Б. Брехта. Художник Каспар Неер — Театр на Курфюрстендамм, Берлин
- 1937 — «Винтовки Тересы Каррар» Б. Брехта (сопостановщик Златан Дудов) — Салль адьяр, Париж
- 1938 — «99 %» (избранные сцены из пьесы «Страх и отчаяние в Третьей империи» Б. Брехта). Художник Хайнц Ломар; композитор Пауль Дессау (сопостановщик З. Дудов) — Салль д’Йена, Париж
- 1947 — «Жизнь Галилея» Б. Брехта («американская» редакция). Художник Роберт Дэвисон (сопостановщик Джозеф Лоузи) — «Коронет театр», Лос-Анджелес
- 1948 — «Господин Пунтила и его слуга Матти» Б. Брехта. Художник Тео Отто (сопостановщик Курт Хиршфельд) — «Шаушпильхауз», Цюрих
- 1950 — «Мамаша Кураж и её дети» Б. Брехта. Художник Тео Отто — «Каммершпиле», Мюнхен[189]

«Берлинер ансамбль»
- 1949 — «Мамаша Кураж и её дети» Б. Брехта. Художники Тео Отто и Каспар Неер, композитор Пауль Дессау (сопостановщик Эрих Энгель)
- 1949 — «Господин Пунтила и его слуга Матти» Б. Брехта. Художник Каспар Неер; композитор Пауль Дессау (сопостановщик Эрих Энгель)
- 1950 — «Гувернёр» Я. Ленца в обработке Б. Брехта. Художники Каспар Неер и Хайнер Хилль (сопостановщики Э. Монк, К. Неер и Б. Бессон)
- 1951 — «Мать» Б. Брехта. Художник Каспар Неер; композитор Ханс Эйслер
- 1952 — «Господин Пунтила и его слуга Матти» Б. Брехта. Композитор Пауль Дессау (сопостановщик Эгон Монк)
- 1953 — «Катцграбен» Э. Штриттматтера. Художник Карл фон Аппен
- 1954 — «Кавказский меловой круг» Б. Брехта. Художник Карл фон Аппен; композитор Пауль Дессау; режиссёр М. Векверт
- 1955 — «Зимняя битва» И. Р. Бехера. Художник Карл фон Аппен; композитор Ханс Эйслер (сопостановщик М. Векверт)
- 1956 — «Жизнь Галилея» Б. Брехта («берлинская» редакция). Художник Каспар Неер, композитор Ханс Эйслер (сопостановщик Эрих Энгель)[190].

## Наследие
Наиболее широкую известность Брехту принесли его пьесы. В начале 60-х годов западногерманский литературовед Марианна Кестинг в книге «Панорама современного театра», представив 50 драматургов XX века, отметила, что большинство ныне живущих «больны Брехтом» («brechtkrank»), найдя этому простое объяснение: его «завершённой в самой себе» концепции, объединившей философию, драму и методику актёрской игры, теорию драмы и теорию театра, никто не смог противопоставить иную концепцию, «столь же значительную и внутренне цельную» . Влияние Брехта исследователи обнаруживают в творчестве таких разных художников, как Фридрих Дюрренматт и Артюр Адамов, Макс Фриш и Хайнер Мюллер.
Брехт писал свои пьесы «на злобу дня» и мечтал о том времени, когда окружающий мир изменится настолько, что всё, написанное им, окажется неактуальным. Мир менялся, но не настолько — интерес к творчеству Брехта то ослабевал, как это было в 80—90-е годы, то возрождался вновь. Он возродился и в России: утратили актуальность мечты Брехта о «новом мире» — неожиданно актуальным оказался его взгляд на «старый мир».
Имя Б. Брехта носит Политический театр (Куба).

### Сочинения

#### Наиболее известные пьесы
- 1918 — «Ваал» (нем. Baal)
- 1920 — «Барабаны в ночи» (нем. Trommeln in der Nacht)
- 1926 — «Человек есть человек» (нем. Mann ist Mann)
- 1928 — «Трёхгрошовая опера» (нем. Die Dreigroschenoper)
- 1931 — «Святая Иоанна скотобоен» (нем. Die heilige Johanna der Schlachthöfe)
- 1931 — «Мать» (нем. Die Mutter); по мотивам одноимённого романа А. М. Горького
- 1938 — «Страх и отчаяние в Третьей империи» (нем. Furcht und Elend des Dritten Reiches)
- 1939 — «Мамаша Кураж и её дети» (нем. Mutter Courage und ihre Kinder; окончательная редакция — 1941)
- 1939 — «Жизнь Галилея» (нем. Leben des Galilei, вторая редакция — 1945 год)
- 1940 — «Господин Пунтила и его слуга Матти» (нем. Herr Puntila und sein Knecht Matti)
- 1941 — «Карьера Артуро Уи, которой могло и не быть» (нем. Der aufhaltsame Aufstieg des Arturo Ui)
- 1941 — «Добрый человек из Сычуани» (нем. Der gute Mensch von Sezuan)
- 1943 — «Швейк во Второй мировой войне» (нем. Schweyk im zweiten Weltkrieg)
- 1945 — «Кавказский меловой круг» (нем. Der kaukasische Kreidekreis)
- 1954 — «Турандот, или Конгресс обелителей» (нем. Turandot oder Der Kongreß der Weißwäscher)